# Knooppunt Bankhoef
Knooppunt Bankhoef is een knooppunt in de Nederlandse provincie Gelderland.
Op dit omgekeerd trompetknooppunt ten noordwesten van Wijchen sluit de A326 vanuit Nijmegen aan op de A50.

## Geschiedenis
In 1975 werd de A50 als autosnelweg geopend tussen knooppunt Bankhoef en Heesch (knooppunt Paalgraven) en de autosnelweg A326 als provinciale S109 tussen knooppunt Bankhoef en knooppunt Lindenholt. Een jaar later volgde de noordelijke tak tussen knooppunt Bankhoef en knooppunt Valburg en kreeg het knooppunt de vorm die het nog altijd behouden heeft.

## Richtingen knooppunt
| Aansluitende wegen | Aansluitende wegen          | Aansluitende wegen       | Aansluitende wegen | Aansluitende wegen |
| ------------------ | --------------------------- | ------------------------ | ------------------ | ------------------ |
|                    |                             | richting Arnhem / Zwolle |                    |                    |
|                    |                             |                          |                    |                    |
|                    | richting Wijchen / Nijmegen |                          |                    |                    |
|                    |                             |                          |                    |                    |
|                    |                             | richting Eindhoven       |                    |                    |

Almere · Amstel · Arnestein · Assen · Azelo · Badhoevedorp · Bankhoef · Batadorp · Beekbergen · Benelux · Beverwijk · Bodegraven ·  Boterdiep ·  Buren · Burgerveen · Coenplein · De Baars · De Hoek · De Hogt · De Nieuwe Meer · De Poel · De Punt · De Stok · Deil · Diemen · Drachten · Drie Klauwen · Eemnes · Ekkersweijer · Emmeloord · Empel · Euvelgunne · Everdingen · Ewijk · Galder · Gooimeer · Gorinchem · Gouwe · Grijsoord · Hattemerbroek · Heerenveen · Hellegatsplein · Het Vonderen · Hintham · Hoevelaken · Hofvliet · Holendrecht · Holsloot · Hoogeveen · Hooipolder · IJmuiden (niet officieel) · Joure · Julianaplein · Kerensheide · Kethelplein · Klaverpolder · Kleinpolderplein · Kooimeer · Kruisdonk · Kunderberg · Lankhorst · Leenderheide · Lunetten · Maanderbroek · Markiezaat · Muiderberg · Neerbosch · Noordhoek · Ommedijk · Oud-Dijk · Oudenrijn · Paalgraven · Princeville · Prins Clausplein · Raasdorp ·  Reitdiep ·  Ressen · Ridderkerk · Rijkevoort · Rijnsweerd · Rottepolderplein · Rozenburg · Sabina · Sint-Annabosch · Stelleplas · Slufter · Ten Esschen · Terbregseplein · Tiglia · Vaanplein · Valburg · Velperbroek · Velsen · Vlaardingen · Vught · Waterberg · Watergraafsmeer · Werpsterhoek · Westerlee · Ypenburg · Zaandam · Zaarderheiken · Zonzeel · Zoomland · Zuidbroek · Zurich

Geplande knooppunten:
De Liemers · Zestienhoven

Voormalige knooppunten:
Bocholtz · Ekkersrijt · Europaplein (Groningen) · Europaplein (Maastricht) · Lindenholt